# LiveJournal
LiveJournal (a vegades abreviat LJ) és el nom d'un bloc que permet als internautes mantenir un diari personal en línia. També és el nom del programari del servidor de codi obert que va ser dissenyat per executar-lo. Les diferències entre LiveJournal i altres blocs és que LiveJournal inclou característiques a l'estil WELL (Whole Earth 'Lectronic Link) d'una comunitat i característiques de xarxes socials similars a les de Friendster.
LiveJournal va ser creat el 1999 per Brad Fitzpatrick com una forma de tenir els seus amics de l'institut actualitzats sobre les seves activitats. En gener del 2005, la companyia de programari per a blocs Six Apart va comprar Danga Interactive, l'empresa propietat de Fitzpatrick que manté LiveJournal.

## Característiques[calcitació]
Diverses característiques distingeixen LiveJournal d'altres llocs de weblog, una de les quals és la "Pàgina d'amics", una llista d'aportacions recents de persones que es trobin incloses en el propi "Llista d'amics" (algunes vegades abreviat com "flist"). Això converteix LiveJournal en una comunitat de blocs interconnectats, i en fa una xarxa social de programari. Una altra característica especial és la utilització del sistema de referència S2 per a permetre als usuaris personalitzar l'aparença i funcionament dels seus blocs.
Igual que en altres serveis en línia, els usuaris poden posar una petita imatge icònica, anomenada "userpic" o "icon", que els identifica davant de la resta de la comunitat (aquesta funció d'imatge d'usuari és l'avatar d'usuari). Aquesta petita imatge opcional pot tenir una resolució màxima de 100x100 píxels. Els usuaris gratuïts de LiveJournal, que en són el 98% aproximadament, tenen un límit de 3 icones intercanviables. Els posseïdors de comptes de pagament, l'1,6% de la xarxa, poden tenir-ne fins a cinquanta i, pagant un plus addicional, fins a mil.
Les icones seleccionades pels usuaris apareixeran llavors, si n'hi ha, en els escrits en pàgines individuals d'usuaris, i en les "pàgines d'amics" d'altres usuaris que, al seu torn, l'hagin donat d'alta com a amic. La icona per defecte de l'usuari apareixerà destacada en el seu registre principal.
Cada usuari té una pàgina d'"informació d'usuari", que usa per a descriure les seves aficions personals. Pot contenir una gran varietat d'informació incloent-hi dades de contacte, biografia, imatges (enllaçades a llocs externs), i llistes d'amics, aficions, i comunitats a què pertany l'usuari.

## Comunitat

### Demografia
Fins a mitjans de novembre del 2005, s'havien creat més de 8,7 milions de comptes d'usuari, dels quals quasi 1,4 milions s'havien actualitzat en els darrers trenta dies. D'aquells usuaris que havien informat la data d'aniversari, la gran majoria es trobava en el grup d'edat comprès entre els 15 i 23 anys. Dels que van especificar gènere, més de dos terços eren dones; aquesta proporció és notable si es considera que Internet acostuma a ser un mitjà dominat pels homes.
LiveJournal és més popular en països de parla anglesa que en els altres (tot i que existeix una funció de selecció de l'idioma). Geogràficament, Estats Units és el país més àmpliament representat. Rússia també aporta gran quantitat d'usuaris, ja que molts russos han fet de LiveJournal el seu mecanisme principal per al blogging.
Estadístiques recollides fins a novembre de 2005 (basades en la informació entregada pels usuaris):
- Estats Units - 4.101.631
- Canadà - 296.613
- Regne Unit - 237.813
- Federació Russa - 236.916
- Austràlia - 108.946

I els cinc estats nord-americans amb major quantitat d'usuaris:
- Califòrnia - 901.972
- Florida - 566.198
- Nova York - 526.791
- Michigan - 434.804
- Texas - 388.144

### Interacció entre els usuaris
Tal com passa amb la majoria dels weblogs, els usuaris poden afegir comentaris en escrits d'altri, i així crear una cadena (o "thread") de missatges a l'estil d'un fòrum de missatges; cada comentari pot ser respost individualment i, d'aquesta manera, començar una nova cadena. Tots els usuaris, inclosos aquells que no paguen, poden personalitzar aquesta funció escollint entre diverses opcions: poden ordenar el programari que solament accepti comentaris provinents d'usuaris de la seva "Llista d'amics" (o "Friends List", en endavant "flist") o no permeti comentaris anònims (el que vol dir que només usuaris registrats de LiveJournal poden fer comentaris als seus escrits), poden ordenar que tot comentari nou sigui "filtrat", o fins i tot no permetre que s'escriguin missatges. L'usuari té l'opció addicional de rebre comentaris o respostes directament en la seva casella de correu electrònic, sempre que l'hagi registrat a LiveJournal.
LiverJournal funciona, a més a més, com allotjament o hosting de comunitats o fòrums de discussions grupals, que abasten una àmplia gamma de temes. (Per exemple, existeix una comunitat que s'ocupa específicament de la Viquipèdia) Cada comunitat té un o més usuaris que la mantenen i que tenen accés a les seves opcions i funcions.
Algunes àrees de LiveJournal depenen bastant de la participació voluntària i de les contribucions dels usuaris. En particular l'àrea de suport a LiveJournal és administrada quasi exclusivament per voluntaris no remunerats. De manera similar, la pàgina web es tradueix a altres idiomes gràcies al treball de voluntaris. Tot i això, aquests esforços s'han anat reduint a causa d'una creixent i estesa frustració, que molts atribueixen a desinterès en aquests temes i problemes per part de la gerència de LiveJournal.
En el passat, el desenvolupament del programari de LiveJournal s'havia fet gràcies a una estesa participació de voluntaris. Entre febrer i març del 2003 es va fer pública una iniciativa (anomenada el Bazaar) per incentivar la participació voluntària, remunerant econòmicament desenvolupaments o millores "sol·licitades" del sistema, basant-se en un esquema mensual de pagaments. La remuneració només es va fer efectiva un cop i, al cap d'un any, la gerència va tancar el servei.
Avui en dia, les contribucions voluntàries al programari es consideren cada vegada menys com possibles per una inclusió al sistema, ja que la companyia contracta treballadors que es dediquen als interessos comercials de l'empresa. Això ha comportat la formació de forks o sistemes alternatius derivats de LiveJournal que introdueixen funcions noves que els usuaris desitgen trobar a LiveJournal. En especial, aquelles que se sol·liciten sovint en la plana de suggeriments de LiveJournal, (Incidentalment, aquesta es veu sovint com a supèrflua, ja que molts dels seus lectors regulars opinen que LiveJournal ha deixat de preocupar-se per les idees dels seus usuaris, i es dedica exclusivament a implementar les propostes del seu equip de desenvolupament, en especial des que ha estat adquirit per Six Apart).
En alguns casos, i per raons legals i administratives, LiveJournal ha vetat que alguns usuaris realitzessin contribucions voluntàries.

### Usuaris i diaris notables
Certs LiveJournals s'han fet famosos al llarg dels anys, per tenir continguts especialment interessants, amb comentaris polítics i consells anecdòtics sobre temes que van des de la cura de la casa fins als aquaris. Alguns també perquè pertanyem a personatges d'anomenada, com diversos escriptors famosos, artistes gràfics, personalitats dels mitjans de comunicació, programadors, etc.
Altres diaris, han atret l'atenció a causa de desgràcies associades als seus titulars. Vegeu, per exemple,
- el diari de Rachelle Waterman, nom d'usuari smchyrocky, una adolescent d'Alaska, que va ser arrestada el 19 de novembre del 2004 pel suposat assassinat de la seva mare; la seva última entrada conté una referència a la mort d'aquesta.
- el diari de John Dallas Lockhart, nom d'usuari ohbutyouwillpet, un advocat de 36 anys que va escapar d'Ohio, Estats Units, per evitar respondre de múltiples càrrecs d'abusos sexuals a menors, entre ells el d'un infant de quatre mesos d'edat.
- el diari de Jeff Weise, nom d'usuari weise, un estudiant de secundària a Red Lake, Minnesota responsable de la massacre a l'escola secundària Red Lake High School.

Els casos en què LiveJournal ha tingut un impacte en el "món real" inclouen:
- homeless_at_nyu. El 2004 el diari de Steven Stanzak, un estudiant "sense sostre" de la New York University (NYU), va rebre atenció nacional als Estats Units. Stanzak havia viscut a les biblioteques de la NYU durant 8 mesos, ja que no podia pagar el costós d'allotjament estudiantil. Va fer de la seva aventura una crònica a LiveJournal i, eventualment, va captar l'interès dels mitjans de comunicació, així com el del consell directiu de la universitat, que finalment li atorgà allotjament gratuït per un temps i li incrementà el subsidi econòmic.[5]
- ea_spouse. Un altre usuari que va originar controvèrsia pública va ser el (fins ara) anònim autor conegut com a ea spouse. Aquest usuari va crear un diari amb el propòsit de denunciar pràctiques comercials possiblement il·legals en la plana web d'EA Games. En novembre del 2004, la veracitat d'aquestes denúncies es va discutir en fòrums com Penny Arcade i Slashdot, fins que una setmana més tard es va entaular una demanda col·lectiva en contra d'EA, per irregularitats en els salaris dels seus treballadors.
- interdictor. Michael Barnett, el responsable d'una empresa d'Internet en crisi, va ser testimoni presencial de l'Huracà Katrina des d'un centre de recol·lecció de dades del Districte Comercial de Nova Orleans. Va documentar en el seu bloc el pas de l'huracà per la zona i va fer-se famós de la nit al dia.

Les entrades controvertides o espectaculars poden atraure milers de comentaris, ja que la robusta xarxa social sol transmetre alertes als usuaris; de la mateixa manera, pàgines externes com la Encyclopedia Dramatica o LJ Drama categoritzen aquests successos i proporcionen enllaços als diaris o entrades.

### Frank el cabrit
Frank el cabrit és la mascota de LiveJournal. Gran part dels usuaris de Livejournal el tracten com un usuari real i la seva breu "biografia", així com el seu "diari" ho reflecteixen.
Ocasionalment, quan hom truca al servei de publicacions telefòniques PhonePost és informat que "Frank el cabrit agraeix la seva trucada". Això es produeix de forma aleatòria.

## Establint xarxes socials
La unitat, "xarxa social" a LiveJournal és un quaternal (amb quatre possibles estats de connexió entre dos usuaris): Dos usuaris donats poden no tenir relació entre ells, poden tenir-se mútuament com "amics", o bé ser un "amic" de l'altre, sense reciprocitat.
La paraula "amic" a LiveJournal és, per sobre de tot, un terme tècnic; tot i això, aquest mot té per a molts usuaris una forta càrrega emocional i en algunes comunitats com lj_dev i lj_biz, així com a la Bústia de suggeriments s'ha discutit si és el terme hauria de seguir usant-se d'aquesta manera. Aquest conflicte es discuteix en major detall més endavant.
La llista d'amics d'un usuari (també coneguda com a flist) sovint inclou, a més d'usuaris individuals, diverses comunitats i serveis de RSS. Generalment, els "amics" d'un usuari tenen accés a publicacions protegides; a més a més aquesta etiqueta produeix que les publicacions d'aquests "amics" apareguin en la "Pàgina d'amics" de l'usuari. Els amics també es poden aglutinar en "grups d'amics", cosa que permet a aquestes funcions un comportament més complex.
Aquest ús doble d'"amic" com a) algú a qui es llegeix, per un costat i b) com algú en qui es confia, per l'altre, no coincideix necessàriament amb l'ús més quotidià del terme. Entre els usuaris individuals, que integren la llista d'amics d'un usuari determinat, pot coexistir una barreja de persones conegudes a través d'amistats en el "món real", amistats per Internet, usuaris que comparteixen certs interessos generals i "amics" per cortesia (reciprocitat en ser etiquetats així per l'altre usuari). De vegades, una llista d'amics és quelcom més aviat com una llista de lectura, una col·lecció, un trenca-closques, o un aplec a l'atzar sense cap significació social.
El fet que la paraula "amic" s'empri a LiveJournal, sense qualificatius, per a descriure conceptes tan diametralment diferents, pot degenerar ocasionalment en malentesos, situacions conflictives o ofensives. L'afer es complica pel fet que marcar o desmarcar-se d'un usuari com "amic" és tan simple com pitjar un botó, mentre que en la vida real les amistats es desenvolupen i desintegren al llarg d'un període. Atès que la creació d'una relació d'"amics" a LiveJournal no requereix el permis de l'altra, i només cal l'acció per part d'un usuari individual, qualsevol usuari pot marcar com amic a qualsevol altre. Molts usuaris temen ser marcats com "amics" per algun personatge conflictiu o bé, d'algú a qui no vol tenir per amic de cap manera. Per combatre això, s'ha creat una funció que permet als usuaris "amagar" la llista d'usuaris que els han marcat com amics.
L'1 d'abril del 2004 (festa anglosaxona equivalent al dia dels sants innocents), l'equip de Livejournal va fer una broma on es van canviar els termes "amic de" i "amic" per "assetjats" ("stalking") i "assetjat per" ("stalked by"). Tot i que bastants usuaris ho van trobar graciós i van proposar conservar els nous termes, l'assumpte va causar controvèrsia, particularment entre víctimes d'assetjaments.
Tot i aquests problemes, la paraula friend ("amic") segueix sent utilitzada per definir aquestes multifacètiques relacions a Livejournal. Es creu que això reflecteix la intenció dels dissenyadors de LiveJournal perquè aquest vagi més enllà de ser una estructura d'organització en línia i es transformi en quelcom així com una comunitat, anàloga al concepte existent en el món "offline".

## Controvèrsies[calcitació]

### Sistema d'Invitacions
Del 2 de setembre del 2001 fins al 12 de desembre del 2003, el creixement de LiveJournal es va controlar amb un sistema d'invitacions. Aquesta mesura es va implantar pel fet que el nombre d'usuaris creixia massa ràpidament i l'arquitectura del sistema no va poder suportar la càrrega. La introducció d'un sistema d'invitacions implicà que els nous usuaris es van veure obligats a obtenir bé un codi d'invitació mitjançant un usuari ja actiu, o bé un compte de pagament que es revertia en compte de tipus gratuït a la finalització del període contractat. El sistema d'invitació també va tenir l'efecte de prevenir els abusos de certs usuaris i de restringir la creació de diversos comptes a la vegada, que en moltes ocasions acabaven per no ser utilitzats. Diverses millores en l'arquitectura del sistema van permetre que LiveJournal tragués el sistema d'invitacions.
La remoció del sistema d'invitacions va causar reaccions oposades entre els usuaris. Una part d'ells considerava que el sistema d'invitacions atorgava a LiveJournal un toc d'elitisme, mentre que una altra part argumentava que això afavoria una comunitat més petita i més unida. Altres usuaris, entre ells els administradors de LiveJournal, respongueren a aquestes crítiques dient que el sistema d'invitacions havia estat implementat des del principi tan sols com una mesura temporal, però no indefinida.

### Decisions de l'equip anti-abusos
A mesura que LiveJournal ha anat creixent, els administradors han hagut d'afrontar problemes sobre els continguts que hom hi ha introduït. Degut a aquests problemes, LiveJournal ha definit una normativa d'ús, com tenir molts altres servidors Web. Els termes d'ús detallen la llibertat d'expressió, però al mateix temps inclouen una llista de conductes inacceptables, com l'spamming, violacions dels drets d'autor i les ofenses a altres usuaris. LiveJournal va crear un "equip anti-abusos" per supervisar el compliment dels termes del contracte; aquest s'encarrega qualsevol reclamació per violacions de drets d'autor o de la llei.
L'"equip anti-abusos" ha estat criticat en diverses ocasions per la seva manera d'afrontar les suposades violacions del termes. Molts usuaris han expressat que l'equip ha reaccionat de manera massa severa davant casos de suposades violacions dels termes del contracte (o en l'extrem oposat, que ha permès que violacions evidents restessin impunes). El novembre del 2004 es va generar una polèmica, quan un document destinat a l'"equip anti-abusos" va sortir a la llum abans de la seva publicació oficial. Va ser inevitable que es fes comparacions entre el document i el termes d'ús i alguns usuaris consideraren que el nou document era més restrictiu que els termes d'ús originals (mentre que altres usuaris eren del parer que els amplis continguts del termes d'ús no cobrien el nou document que es dictava). A la fi, el nou document s'ha publicat oficialment, sense modificacions.
Un petit grup d'usuaris que ha estat afectat per les polítiques de l'"equipo anti-abusos" ha decidit deixar LiveJournal en favor a altres servidors de blogs, però aquest grup és minúscul en comparació a la vasta base d'usuaris de LiveJournal. Les noves polítiques de LiveJournal han generat entre molts l'opinió que LiveJournal és un servidor per adolescents, diaris personals i xarxes socials però que és molt restrictiu quan es tracta de periodisme Web formal. L'opinió d'altres és que l'"equip anti-abusos" està realitzant la seva funció com ha de ser i només ha restringit/bloquejat a usuaris amb males intencions o amb un historial de diverses violacions als termes d'ús. Naturalment, en l'opinió d'aquest equip, LiveJournal és un servidor que permet periodisme Web en forma prudent, sempre que no hagi cap transgressió als termes d'ús.

## Venda a Six Apart
Danga Interactive, la companyia que va crear LiveJournal, va ser inicialment creada per Fitzpatrick qui també va ser el propietari inicial de la companyia en la seva totalitat. Mentre LiveJournal creixia, diverses empreses van fer diverses ofertes per la compra a Fitzpatrick però des d'un principi les va refusar totes, ja que no volia deixar el seu projecte (al qual va denominar el seu nadó) en les mans d'altres que no compartien els principis bàsics del lloc. Aquests principis eren: dependència dels ingressos dels comptes pagats per costejar les operacions del lloc, l'oposició de desplegar publicitat comercial a LiveJournal, un modelo de suport a través de voluntaris i el suport del moviment del programari lliure. No obstant això, com l'aspecte administratiu va començar a consumir més i més temps de Fitzpatrick, va començar a prendre de manera seriosa les ofertes d'adquisició, ja que preferia enfocar-se en l'aspecte tècnic de LiveJournal.
Finalment Ben i Mena Trott, co-fundadores de Six Apart, es van ajuntar amb Fitzpatrick i van poder guanyar-se la seva confiança al demostrar que compartien els seus principis base que Fitzpatrick havia establert per LiveJournal. Fitzpatrick va decidir vendre LiveJournal a Six Apart li va permetre desenvolupar els aspectes tècnics mentre que els coneixements de Six Apart podrien millorar la usabilitat i el disseny del site. L'interès de Six Apart a comprar LiveJournal i Danga es va originar en el fet que ja eren propietàries d'altres productes que permetien el blogging.

### Reacció de la comunitat d'usuaris
Els rumors de la imminent venda de Danga a Six Apart es van anunciar inicialment pel periodista Om Malik de la revista Business 2.0 en el seu blog el 4 de gener del 2005. El rumor es va propagar immediatament i els usuaris van iniciar una discussió sobre les possibilitats de venda de la companyia que era propietària de LiveJournal.

 El dia sigüent, va començar a assumir que venien grans canvis entre els quals estava el rumor que LiveJournal requeriria que tots els seus usuaris paguessin pels seus comptes; tal va ser el pànic causat que molts usuaris van treure còpies dels seus diaris. A les poques hores Fitzpatrick va confirmar la venda de LiveJournal i va insistir que els principis fonamentals de la companyia no es veurien afectats per l'adquisició. Fitzpatrick també va detallar que ell i els altres treballadors de Danga continuarien a la direcció de LiveJournal i que ell havia determinat abans de vendre que Six Apart estava compromesa a conservar els principis fonamentals.
La gran majoria d'usuaris van donar suport a la decisió de Fitzpatrick però va haver alguns que van criticar el fet que Six Apart no donava suport al programari lliure completament, ja que es dedicava a la venda de "programari propietari". També va haver desacord en els canvis que es van fer al document de principis de LiveJournal. A més tot i que alguns usuaris confiaven en Fitzpatrick, després de la venda van sentir que ell ja no tenia el control.
Els que donaven suport a Fitzpatrick van publicar diverses respostes a les declaracions fetes contra la seva persona i la seva companyia. Van notar que la gran majoria del codi de LiveJournal continuava sent de font oberta, ja que la seva llicència es trobava sota el GPL. A més van notar que la majoria de canvis al document de principis eren canvis de paraules per evitar problemes legals.
Altres persones que donaven suport a Fitzpatrick van declarar que, com Fitzpatrick era l'únic propietari de Danga Interactive, tenia tot el dret a vendre la companyia a qui volgués sense consultar la base d'usuaris.
Finalment, el mateix Fitzpatrick va declarar que s'havia cansat de l'aspecte administratiu del lloc fins al punt de considerar la clausura.

## Altres llocs que corren sota el motor de LiveJournal
El programari que executa LiveJournal és de font oberta i està escrit principalment en Perl. Gràcies a aquest fet diverses comunitats han estat dissenyades amb el programari de LiveJournal. A excepció de DeadJournal i GreatestJournal aquestes comunitats solen ser inestables i de curta duració. Un exemple d'aquest és el tancament d'uJournal l'agost 2004, fet que deixa a uns 100,000 comptes sense servidor fins que van ser traspassades a AboutMyLife. Un altre exemple és Journalfen, el qual s'ha posat fora de línia en diverses ocasions i s'ha vist plagat de spam tot i que ha tractat de mantenir el seu enfocament en una sola comunitat.

## Línia cronològica de LiveJournal
| - 18 de març, 1999—LiveJournal es llança (La primera entrada: ; la primera versió del codi del servidor: ) - 17 de novembre, 1999—El journal titula news és creat. - 1 d'abril, 2000—Són introduïdes les "Message boards" (permeten comentaris en les entrades dels journals) - 21 de maig, 2000—S'agrega la línia del títol de les entrades - 2 d'agost, 2000—S'agrega l'opció d'"Interests" a la informació de l'usuari (interessos) - 3 d'agost, 2000—La primera versió del Directory Search (cerca de directoris) es llança la versió Beta de desenvolupament. - 15 d'agost, 2000—Primera versió del fòrum de suport tècnic (Els requeriments més antics que encara es troben en el site: ) - 22 d'agost, 2000—El directori per temes es implementat. (ha cessat d'existir) - 25 d'agost, 2000—S'introdueixen els Missatges de text - 13 de setembre, 2000—Es defineixen els beneficis dels comptes pagadas. - 14 de novembre, 2000—Usuari visions desenvolupa la primera versió del seu client de Windows. - 1 de desembre, 2000—Neix el journal changelog - 16 de desembre, 2000—Les Communities (Comunitats) són implementades - 12 de gener, 2001—S'introdueix l'esquema Dystopia pel lloc - 18 de març, 2001—Neix les enquestes creades per usuaris - 24 de març, 2001—El codi del servidor LiveJournal es converteix a font oberta. - 16 de maig, 2001—S'atorga el primer privilegi de suport: supporthelp - 2 de setembre, 2001—S'introdueixen els codis d'invitació - 4 de novembre, 2001 -- avva es converteix en el primer treballador de temps complet. - 5 de gener, 2002—S'executa un depuració d'usuaris per primera vegada per treure els noms d'usuari que ja s'havien bloquejat o eliminats. - 2 de febrer, 2002—S'organitza un clúster de bases de dades - 1 d'abril, 2002—Nova categoria de suport: Communities (Comunitats) - 14 d'abril, 2002—LiveJournal es canvia a UTF-8 - 3 de maig, 2002—S'inicia la traducció de la interfície Web a altres idiomes. - 3 de juliol, 2002—Es crea Zilla (base de dades per rastrejar errors i projectes)(El primer ingrés a la base: ) - 8 de juliol, 2002—S'introdueix RSS - 22 d'agost, 2002—S'introdueixen els primeres privilegis d'interí - 26 de novembre, 2002—La categoria de suport, Customization (Personalització) es tanca. - 29 de desembre, 2002—S'afegeix la categoria Syndication (Sindicació) a l'àrea de suport. | - 16 de gener, 2003—L'estil de llenguatge de la programació Style System 2 (S2) es posat a la fase Beta de proves. - 18 de març, 2003—S'introdueix l'esquema XColibur al lloc - 11 d'abril, 2003—LiveJournal arriba al milió d'usuaris. - 24 d'octubre, 2003—S'introdueix el sistema d'ingressar articles a través de l'e-mail (correu electrònic) - 29 d'octubre, 2003—Nova categoria de suport: Style Systems (Sistema d'estils) - 12 de novembre, 2003—S'introdueix el sistema que permet als usuaris ingressar nous articles de manera telefònica. - 12 de desembre, 2003—S'eliminen els codis d'invitació. - 12 de desembre, 2003—LiveJournal transmet anuncis en las sales de cinema de: San Francisco, Portland, Seattle i Denver. - 17 de desembre, 2003—S'autoritza que els codis d'invitació que no fossin utilitzats siguin posats en ús com cupons de descompte de LiveJournal fins al 31 de desembre. - 2 de gener, 2004—Es realitzen canvis al sistema d'ingrés (login) i de contrasenyes (claus d'usuari) - 29 de gener, 2004—LiveJournal arriba als dos milions d'usuaris. - 12 de febrer, 2004—La primera colorbar (barra de colors) es llançada. - 12 de maig, 2004—LiveJournal guanya el primer "People's Voice" en els Webby Awards en la categoria de comunitat (Community). - 22 de juliol, 2004—LiveJournal proveeix serveis de servidor de fotos gràcies a una unió amb FotoBilder. - 19 de novembre, 2004—LiveJournal de Rachelle Waterman aconsegueix notorietat després que és arrestada sota càrrecs d'orquestrar l'assassinat de la seva mare. - 5 de gener, 2005 -- Brad Fitzpatrick ven Danga Interactive i LiveJournal a Six Apart per una quantitat no revelada (però que s'estima que va ser major a un milió de dòlars), Arxivat 2007-09-30 a Wayback Machine. - 14 de gener i 15 de gener, 2005—La companyia que administra els servidors de LiveJournal, Internap, pateix una fallada elèctrica. Com a resultat, LiveJournal està fora de línia per més de 24 hores mentre Fitzpatrick i més Administradors treballen en restaurar els,és de 100 servidors. El lloc de notícies Slashdot reporta l'incident a las 3:30 GMT. Aquest incident va ser nomenat: "The Great LJ Blackout of 2005" of "La gran apagada de LJ en el 2005". - 22 d'abril, 2005—Els guanyadors del segon concurs anual de disseny són presentats: (els seus noms en anglès) A Novel Conundrum, 3 Column Style, Tranquility II, Flexible Squares i Nebula. - 1 de juny, 2005 - Diverses actualitzacions: Les entrades per via telefònica es guarden com .mp3, la majoria de guanyadors del concurs de disseny s'implementen per l'ús dels usuaris i els "journals" eliminats per més de trenta dies són esborrats dels servidors. - 7 de juny, 2005 - LiveJournal inicia una venda de 24 hores que permet als usuaris comprar els comptes permanents per $150 cadascuna. - 15 de juny, 2005 - LiveJournal inicia el suport complet per les tags (vinyetes). - 19 de juliol, 2005 - Nova categoria de suport tècnic: Issue Investigation (Investigacions de problemes) mentre que les categories de Embedding (Insertar) i Press (premsa) són clausurades. - 18 de novembre - 19 de novembre, 2005 - El centre de dades es mou de Internap, localitzat a Seattle a la base d'operacions de Six Apart a San Francisco. |